# Chantal Compaore
Chantal Compaoré z domu Terrasson – burkińska działaczka charytatywna, pierwsza dama Burkina Faso w latach 1987–2014.
Jest żoną byłego prezydenta Blaise'a Compaore. Prowadziła działalność charytatywną w walce z HIV i AIDS. Jej działania koncentrują się wokół zapewnienia wsparcia kobietom i dzieciom oraz wokół przeciwdziałania okaleczaniu żeńskich narządów płciowych. Założyła fundację pod nazwą Foundation Suka. Po zamachu stanu w 2014 roku wraz z mężem udała się na emigrację.